# سي أن أن تورك
سي أن أن تورك(بالإنجليزية: CNN Türk)‏ هي النسخة التركية من قناة CNN الأمريكية .قناة سي ان ان تركيا تبث فقط في تركيا وتعود ملكيتها للشركة تايم وارنر ومجموعة دوغان الإعلامية. أول بث للقناة كان في 11 أكتوبر 1999. ويقع مقر القناة في مدينة إسطنبول. وإنتقلت ملكية القناة إلى Demirören Group بعد شراء حصة مجموعة دوغان الإعلامية في عام 2018

## وصلات خارجية
- Official site (بالتركية)
- CNN Türk at LyngSat Address